# Kalle Ankas dragbasun
Kalle Ankas dragbasun (engelska: Trombone Trouble) är en amerikansk animerad kortfilm med Kalle Anka från 1944.

## Handling
Svarte Petter övar på att spela trombon, dock utan någon större framgång. Han spelar så illa att han gör sin granne Kalle Anka och till och med gudarna Jupiter och Vulcanus arga. Kalle försöker gå över och klaga, men blir bortschasad hem till sig. Gudarna ser detta och ger Kalle magiska krafter, detta ser till en början bra ut men det går alltmer överstyr.

## Om filmen
Filmen är den sista som Carl Barks gjorde bildmanus för.

### Svensk distribution
Filmen hade svensk premiär annandag jul 1944 på biografen Spegeln i Stockholm.
Filmen har haft flera svenska titlar genom åren. Vid biopremiären 1944 gick den under titeln Kalle Ankas dragbasun. Alternativa titlar till filmen är Kalle Anka spelar dragbasun och Kalle Anka spelar trombon.
Filmen har givits ut på VHS och finns dubbad till svenska.

## Rollista
- Clarence Nash – Kalle Anka
- Billy Bletcher – Svarte Petter
- John McLeish – Jupiter, Vulcanus[7]